# Omar Albornoz
Omar Albornoz (Cartagena de Indias, Bolívar; 28 de septiembre de 1995) es un futbolista colombiano que juega como delantero y actualmente milita en el Deportivo Pereira de la Categoría Primera A colombiana.

## Trayectoria

### Deportes Tolima
De las divisiones juveniles del Deportes Tolima en donde debutó como jugador profesional en julio del 2014. El 20 de mayo del 2018 anotó su primer gol en un partido de los cuartos de final, su equipo pasó a la semifinal del Apertura 2018 campeonato del que fueron campeones.

### Junior
El 5 de enero de 2022 se confirmó su traspaso al Junior de la Categoría Primera A. Debutó en el equipo el 26 de enero en un partido contra Atlético Nacional en el estadio Atanasio Girardot.

### Santa Fe
El 31 de julio de 2024 se oficializó su llegada a Santa Fe de la Categoría Primera A de Colombia. Debutó oficialmente con el equipo el 29 de agosto de 2024 en el partido de vuelta partido válido por la tercera ronda de la Copa Colombia 2024 frente a Atlético Bucaramanga.
Fue fundamental para conseguir la clasificación a la Copa Libertadores de 2025 mediante la tabla de reclasificación donde quedó segundo.
Para el primer semestre de 2025 estaría presente únicamente en el "todos contra todos" en donde Santa Fe tendría un camino regular al título de liga. Su último partido con el equipo bogotano sería el 25 de mayo ante Alianza en Valledupar.

### Deportivo Pereira
Tras quedar libre firma por el Deportivo Pereira el 8 de julio de 2025. Su llegada al equipo generó muchas expectativas.

## Clubes
| Club              | País     | Año           |
| ----------------- | -------- | ------------- |
| Deportes Tolima   | Colombia | 2014-2021     |
| Junior            | Colombia | 2022-2024     |
| Santa Fe          | Colombia | 2024-2025     |
| Deportivo Pereira | Colombia | 2025-Presente |

## Estadísticas
Actualizado al último partido disputado el 25 de mayo de 2025.
| Club                       | Div.                | Temporada           | Liga  | Liga  | Liga  | Copa nacional | Copa nacional | Copa nacional | Copa internacional | Copa internacional | Copa internacional | Total | Total | Total | Prom. · |
| Club                       | Div.                | Temporada           | Part. | Goles | Asis. | Part.         | Goles         | Asis.         | Part.              | Goles              | Asis.              | Part. | Goles | Asis. | Prom. · |
| -------------------------- | ------------------- | ------------------- | ----- | ----- | ----- | ------------- | ------------- | ------------- | ------------------ | ------------------ | ------------------ | ----- | ----- | ----- | ------- |
| Deportes Tolima · Colombia | 1ª                  | 2014                | 4     | 0     | 0     | 5             | 0             | 0             | —                  | —                  | —                  | 9     | 0     | 0     | 0       |
| Deportes Tolima · Colombia | 1ª                  | 2015                | 10    | 0     | 0     | 4             | 0             | 0             | 4                  | 0                  | 0                  | 18    | 0     | 0     | 0       |
| Deportes Tolima · Colombia | 1ª                  | 2016                | 19    | 0     | 0     | 2             | 0             | 0             | 1                  | 0                  | 0                  | 22    | 0     | 0     | 0       |
| Deportes Tolima · Colombia | 1ª                  | 2017                | 20    | 0     | 4     | 4             | 0             | 0             | 1                  | 0                  | 0                  | 25    | 0     | 4     | 0       |
| Deportes Tolima · Colombia | 1ª                  | 2018                | 40    | 2     | 0     | 2             | 0             | 0             | —                  | —                  | —                  | 42    | 2     | 0     | 0.05    |
| Deportes Tolima · Colombia | 1ª                  | 2019                | 26    | 1     | 1     | 1             | 0             | 0             | 2                  | 0                  | 0                  | 29    | 1     | 1     | 0.03    |
| Deportes Tolima · Colombia | 1ª                  | 2020                | 15    | 3     | 3     | 1             | 0             | 0             | 6                  | 0                  | 1                  | 22    | 3     | 4     | 0.14    |
| Deportes Tolima · Colombia | 1ª                  | 2021                | 24    | 4     | 2     | 5             | 1             | 0             | 5                  | 0                  | 0                  | 34    | 5     | 2     | 0.15    |
| Deportes Tolima · Colombia | Total               | Total               | 158   | 10    | 10    | 24            | 1             | 0             | 19                 | 0                  | 1                  | 201   | 11    | 11    | 0.05    |
| Junior · Colombia          | 1ª                  | 2022                | 25    | 1     | 1     | 4             | 0             | 1             | 5                  | 2                  | 1                  | 34    | 3     | 3     | 0.09    |
| Junior · Colombia          | 1ª                  | 2023                | 11    | 2     | 0     | 2             | 0             | 0             | 1                  | 0                  | 0                  | 14    | 2     | 0     | 0.14    |
| Junior · Colombia          | 1ª                  | 2024                | 3     | 0     | 0     | 0             | 0             | 0             | 1                  | 0                  | 0                  | 4     | 0     | 0     | 0       |
| Junior · Colombia          | Total               | Total               | 39    | 3     | 1     | 6             | 0             | 1             | 7                  | 2                  | 1                  | 52    | 5     | 3     | 0.1     |
| Santa Fe · Colombia        | 1ª                  | 2024                | 16    | 4     | 1     | 1             | 0             | 0             | —                  | —                  | —                  | 17    | 4     | 1     | 0.24    |
| Santa Fe · Colombia        | 1ª                  | 2025                | 11    | 1     | 0     | —             | —             | —             | 1                  | 0                  | 0                  | 12    | 1     | 0     | 0.08    |
| Santa Fe · Colombia        | Total               | Total               | 27    | 5     | 1     | 1             | 0             | 0             | 1                  | 0                  | 0                  | 29    | 5     | 1     | 0.17    |
| Total en su carrera        | Total en su carrera | Total en su carrera | 224   | 18    | 12    | 31            | 1             | 1             | 27                 | 2                  | 2                  | 282   | 21    | 15    | 0.07    |

## Palmarés

### Torneos nacionales
| Título              | Equipo          | País     | Año  |
| ------------------- | --------------- | -------- | ---- |
| Copa Colombia       | Deportes Tolima | Colombia | 2014 |
| Torneo Apertura     | Deportes Tolima | Colombia | 2018 |
| Torneo Apertura     | Deportes Tolima | Colombia | 2021 |
| Torneo Finalización | Junior          | Colombia | 2023 |
| Torneo Apertura     | Santa Fe        | Colombia | 2025 |